# Castello di Seibersdorf
Il castello di Seibersdorf (Schloss Seibersdorf in tedesco) si trova nel comune austriaco di Seibersdorf nel distretto di Neunkirchen, in Bassa Austria, e le sue strutture risalgono probabilmente al XVI secolo.

## Storia

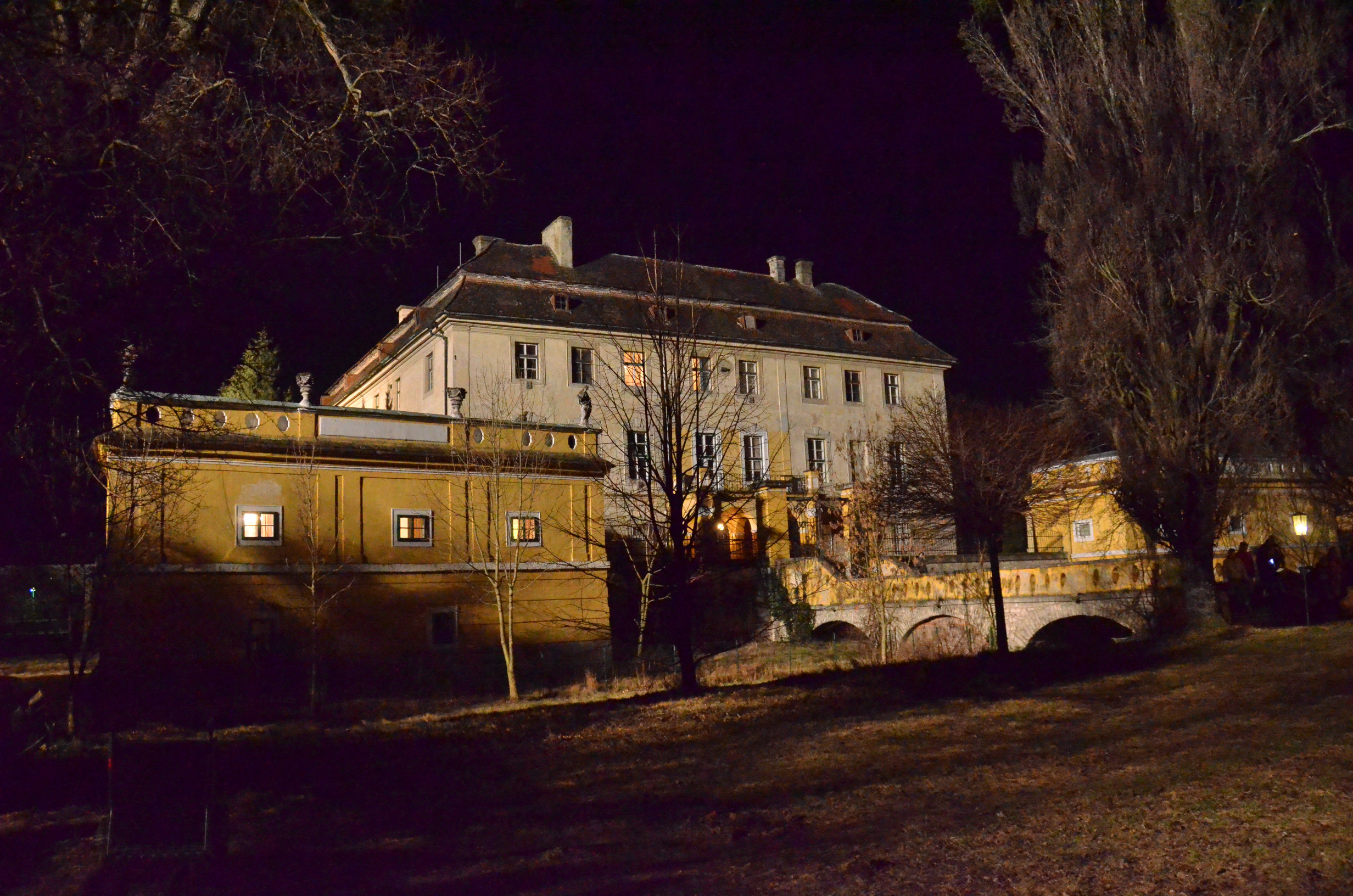
Immagine in notturna

La città di Seibersdorf prende il nome dal suo fondatore Siegfried intorno al 1045 e il castello fu probabilmente costruito nel XVI secolo partendo da un primitivo complesso medievale con fossato. Probabilmente fu una vecchia proprietà dei Babenberg e nel corso della sua storia ha avuto numerosi proprietari. Il luogo viene citato per la prima volta in un documento nel 1260 ma non è sicuro che il maniero esistesse già a quell'epoca poiché nel complesso non sono presenti strutture medievali. Trovandosi in tempi recenti in una zona vicino al confine con l'Ungheria in passato è appartenuto a lungo a famiglie nobili di quel Paese perché allora era territorio ungherese ed aveva un'importante funzione strategica di difesa diventando varie volte un rifugio per la popolazione locale, anche durante le due invasioni dei turchi in Austria alle quali resistette senza essere espugnato. Dal 1971 il castello è proprietà privata ed è stato restaurato.

## Descrizione

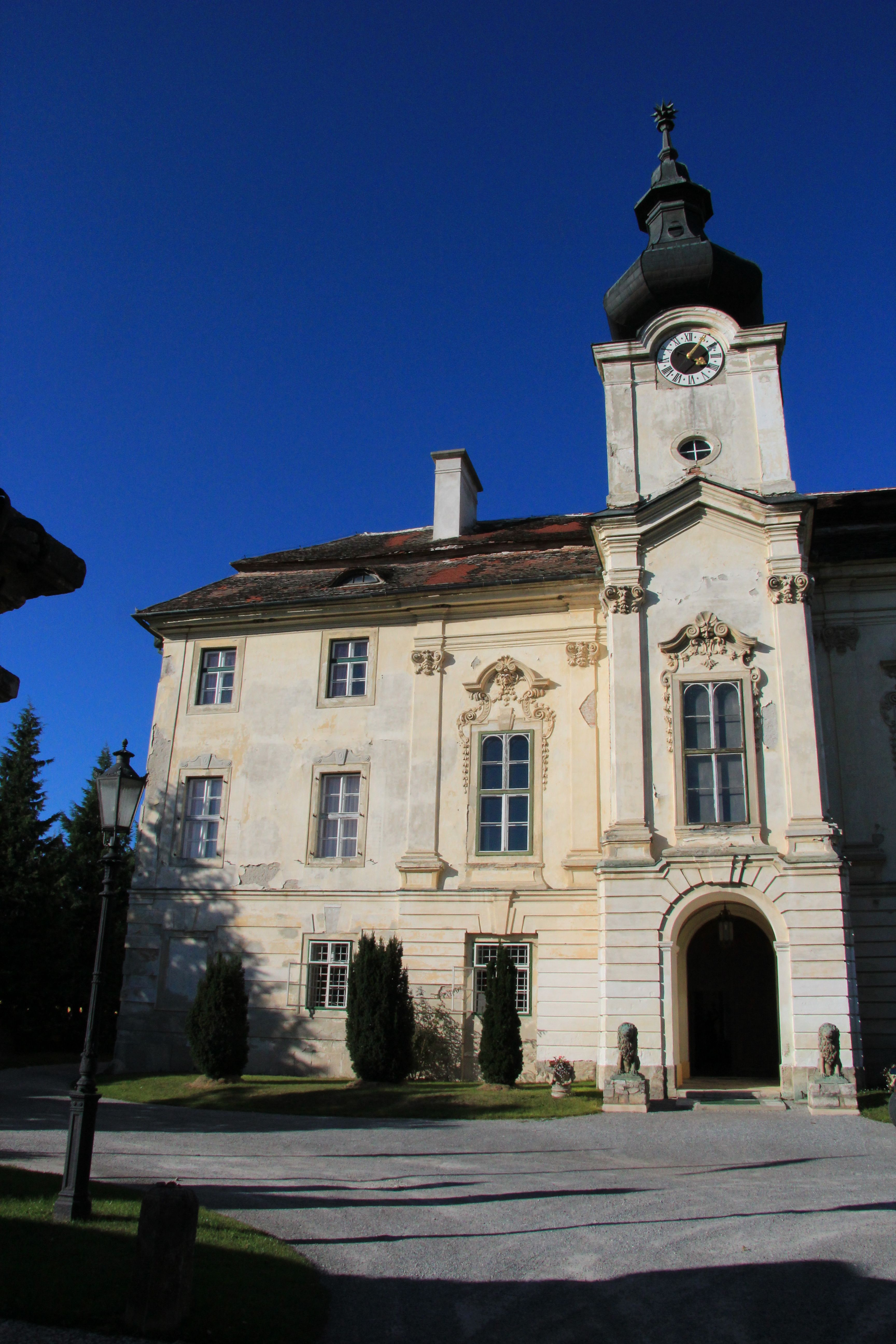
Portale di accesso sulla facciata con torre

Il castello di Seibersdorf è al centro dell'abitato di Seibersdorf. Si trova a nord della chiesa parrocchiale ed è un palazzo dalle forme rinascimentali a tre piani, circondato da un antico fossato. Vi si accede attraverso un ponte in pietra. L'ingresso al cortile è caratterizzato da due obelischi che fiancheggiano il cancello in ferro battuto. L'aspetto recente del palazzo è quasi corrispondente a quello disegnato da Georg Matthäus Vischer nel 1672. Sui quattro antichi bastioni posti agli angoli si trovano padiglioni ad un piano alcuni dei quali arredati in stile moderno. Il cortile interno è quasi quadrato. Nel corso della ristrutturazione barocca, al primo piano sul lato sud del cortile è stato realizzato un passaggio di collegamento simile a un bovindo, che consente un ingresso separato nelle sale di rappresentanza con il grande salone da ballo.
Il castello di Seibersdorf, che è circondato dal suo parco, in Austria è un bene sottoposto a tutela artistica col numero 33623. ed è inoltre protetto dalle norme della Convenzione per la protezione dei beni culturali in caso di conflitto armato stipulato all'Aia il 14 maggio 1954.

## Nella cultura di massa
Nel 2013 il castello è stato utilizzato come set cinematografico per il film per la televisione Alles Schwindel, una commedia che cita il famoso sul "Bacio" di Gustav Klimt interpretata da Ursula Strauss e con la regia di Wolfgang Murnberger.